# Lista över svenska fotbollsspelare i Serie A
Det här är en lista över svenska fotbollsspelare i italienska Serie A och när de spelade där.
Uppdaterad 19 juli 2018

Namn, Matcher/Mål, År i klubben.
Ancona
- Daniel Andersson, 25/1, 2003-2004.
- Magnus Hedman, 3/0, 2004.

Atalanta
- Bengt Gustavsson, 108/0, 1956-1958 & 1959-1961.
- Bertil Nordahl, 76/0, 1949-1951.
- Glenn Strömberg, 185/17, 1984-1987 & 1988-1992.
- Hans Jeppson, 27/22, 1951-1952.
- Joakim Olausson, 1/0, 2012-2015.[3]
- Joakim Persson, 12/0, 1996-1997.
- Lasse Larsson, 4/0, 1984-1985.
- Robert Prytz, 30/2, 1988-1989.
- Zlatan Muslimović, 10/2, 2007-2008.

Bari
- Daniel Andersson, 97/16, 1998-2001.
- Kennet Andersson, 33/12, 1995-1996.
- Klas Ingesson, 56/5, 1995-1996, 1997-1998.
- Marcus Allbäck, 12/1, 1997-1998.
- Yksel Osmanovski, 85/14, 1998-2001.

Benevento
- Samuel Armenteros, 9/1, 2017-2020.

Bologna
- Albin Ekdal, 22/1, 2010-2011.
- Emil Krafth, 42/0, 2015-2019.[4]
- Filip Helander, 40/1, 2016-2019.
- Erik Friberg, 7/0, 2014.[5]
- Kennet Andersson, 114/33, 1996-2000.
- Klas Ingesson, 64/4, 1998-2000.
- Mikael Antonsson, 89/0, 2011-2014.[6]
- Teddy Lucic, 9/0, 1998-2000.

Cagliari
- Albin Ekdal, 116/8, 2011-2015.[7]
- Sebastian Eriksson, 29/0, 2011-2015.[8]

Cesena
- Hans Holmqvist, 20/1, 1988-1990.

Chievo Verona
- Daniel Andersson, 12/0, 2002-2003.

Como
- Dan Corneliusson, 112/18, 1984-1989.

Cremonese
- Anders Limpar, 24/3, 1989-1990.

Crotone
- Marcus Rohdén, 60/3, 2016-2019.

Empoli
- Johnny Ekström, 53/8, 1986-1988.

Fiorentina
- Dan Ekner, 60/11, 1951-1953.
- Glenn Hysén, 61/1, 1987-1989.
- Gunnar Gren, 55/5, 1953-1955.
- Kurt Hamrin, 289/150, 1958-1967.
- Stefan Schwarz, 78/2, 1995-1998.
- Torbjörn Jonsson, 8/1, 1961.

Genoa
- Oscar Hiljemark, 29/3, 2016-2020.
- Andreas Granqvist, 63/2, 2011-2013.[9]
- Bror Mellberg, 36/13, 1950-1951.
- Börje Tapper, 8/2, 1950-1951.
- Gunnar Gren, 29/2, 1955-1956.
- Linus Hallenius, 1/0, 2011-2013.[10]
- Stellan Nilsson, 38/10, 1950-1951.

Hellas Verona
- Filip Helander, 24/2, 2015-2016.[11]
- Robert Prytz, 52/4, 1989-1990 & 1991-1992.

Inter
- Bengt Lindskog, 88/30, 1958-1961.
- Goran Slavkovski, 1/0, 2005-2009.
- Lennart Skoglund, 240/55, 1950-1959.
- Zlatan Ibrahimović, 88/57, 2006-2009.

Juventus
- Albin Ekdal, 3/0, 2008-2009.
- Karl-Erik Palmér, 3/0, 1958-1959.
- Kurt Hamrin, 23/8, 1956-1957.
- Olof Mellberg, 27/2, 2008-2009.
- Zlatan Ibrahimović, 70/23, 2004-2006.

Lazio
- Arne Selmosson, 101/31, 1955-1958.
- Kennet Andersson, 2/0, 1999.
- Sigge Löfgren, 62/10, 1951-1955.

Lecce
- Klas Ingesson, 19/1, 2001.

Lecco
- Bengt Lindskog, 23/3, 1961-1962.

Legnano
- Ivar Eidefjäll, 62/7, 1951/1952 & 1953/1954.
- Karl-Erik Palmér, 55/7, 1951/1952 & 1953/1954.
- Ramon Filippini, 11/1, 1951-1952.

Mantova
- Torbjörn Jonsson, 84/12, 1963-1965 & 1966-1967.

AC Milan
- Andreas Andersson, 16/0, 1997-1998.
- Gunnar Gren, 133/37, 1949-1953.
- Gunnar Nordahl, 257/210, 1949-1956.
- Jesper Blomqvist, 20/1, 1996-1997.
- Kurt Hamrin, 36/9, 1967-1969.
- Nils Liedholm, 359/81, 1949-1961.
- Zlatan Ibrahimović, 61/42, 2010-2012 & 2020-.

Messina
- Zlatan Muslimović, 25/4, 2005-2006.

Napoli
- Hans Jeppson, 112/52, 1952-1956.
- Jonas Thern, 48/1, 1992-1994.
- Kurt Hamrin, 22/3, 1969-1971.

Novara
- Ivar Eidefjäll, 65/6, 1954-1956.
- Kjell Rosén, 45/2, 1951-1953.

Padova
- Kurt Hamrin, 30/20, 1957-1958.

Palermo
- Agon Mehmeti, 3/0, 2012.
- Lennart Skoglund, 6/0, 1962-1963.
- Oscar Hiljemark, 53/4, 2015-2017.[12]
- Robin Quaison, 66/7, 2014-2017.[13]
- Stefan Silva, 1/0, 2017.
- Rune Börjesson, 38/10, 1961-1963.

Parma
- Jesper Blomqvist, 28/1, 1997-1998.
- Tomas Brolin, 144/20, 1990-1995 & 1997.
- Zlatan Muslimović, 28/3, 2006-2007.

Pescara
- Mervan Celik, 23/4, 2012-2013.[14]

Reggiana
- Johnny Ekström, 9/1, 1993-1994.

Roma
- Arne Selmosson, 87/30, 1958-1961.
- Christian Wilhelmsson, 19/1, 2007.
- Gunnar Nordahl, 34/15, 1956-1958.
- Jonas Thern, 59/3, 1994-1997.
- Knut Nordahl, 37/1, 1950-1951.
- Martin Dahlin, 3/0, 1996-1997.
- Orvar Bergmark, 2/0, 1962-1964.
- Stig Sundqvist, 46/11, 1950-1951 & 1952-1953.
- Sune Andersson, 35/7, 1950-1951.
- Torbjörn Jonsson, 42/14, 1962-1963.

Sampdoria
- Ingvar Gärd, 19/0, 1950-1951.
- Lennart Skoglund, 78/15, 1959-1962.
- Albin Ekdal 91/2, 2018-2022.

Siena
- Albin Ekdal, 26/1, 2009-2010.

Spezia
- Albin Ekdal, 2022-

SPAL
- Dan Ekner, 31/5, 1953-1954.
- Nils-Åke Sandell, 49/12, 1956-1958.
- Sigge Löfgren, 23/2, 1955-1956.

Torino
- Alexander Farnerud, 50/5, 2013-2016.[15]
- Samuel Gustafson, 9/0, 2016-2019.
- Hans Jeppson, 19/7, 1956-1957.
- Kjell Rosén, 35/2, 1950-1951.
- Pär Bengtsson, 29/10, 1949-1950.
- Pontus Jansson, 16/1, 2014-2017.[16]
- Yksel Osmanovski, 22/1, 2001-2003.
- Åke Hjalmarsson, 39/10, 1949/1950 & 1951-1952.

Udinese
- Arne Selmosson, 57/20, 1954-1955 & 1961-1962.
- Bengt Lindskog, 58/28, 1956-1958.
- Henok Goitom, 1/1, 2003-2005.
- Joel Ekstrand, 12/0, 2011-2012.[17]
- Kurt Andersson, 11/1, 1961-1962.
- Mathias Ranégie, 24/1, 2012-2014.[18]
- Melker Hallberg, 4/0, 2014-.[19]
- Svante Ingelsson, 7/1, 2017-2021.
- Zlatan Muslimović, 2/0, 1999-2001.

Varese
- Kurt Andersson, 55/7, 1964-1966.

Venezia
- Daniel Andersson, 29/0, 2001-2002.
- Joachim Björklund, 18/0, 2001-2002.
- Valentino Lai, 3/0, 2001-2002.

Vicenza
- Jan Aronsson, 66/16, 1956-1958.
- Joachim Björklund, 33/0, 1995-1996.

- Spelare i fetad är fortfarande aktiva i Serie A.
- Not: Listan gäller enbart svenskar som fått speltid i Serie A.